# 多酸
多酸（英語：Polyoxometalate）是指多个金属含氧酸分子（如钼酸、钒酸等）通过脱水缩合而成的含氧酸簇状化合物。其中心元素以5族元素/6族元素为主，比如钼、钨、钒、铌、钽等，每个金属原子和氧元素形成配位多面体（以六配位八面体为常见），然后各多面体通过公用氧原子形成较大的堆砌结构，即多酸类化合物。上述金属原子的配位多面体有很强的缩聚倾向，因此可以形成非常庞大的无机阴离子，例如{Mo368}分子、{Mo176}分子（如图）。
正因为这些金属原子的配位多面体有很强的缩聚倾向，多酸可以容纳个别的其它含氧酸多面体，形成其它复杂多酸结构（杂多酸）。元素周期表中大部分元素均可作为杂原子与前过渡元素组成杂多酸，如PO4−3四面体被12个钼氧六面体包裹形成如磷钼酸铵等分子。
多酸结构的稳定性也使得部分多面体被水解脱离，而其它原子仍然保持原有骨架，形成缺位多酸。缺位多酸有一个或多个空位，有较强的配位能力，能够与多种金属离子形成配位化合物。
杂多酸具有分子量大、体积大和笼状结构等结构特性。由于其笼状结构的稳定性，多酸通常具有强酸性。

## 形成
d0 金属的氧化物，如V2O5, MoO3, WO3， 在碱性的环境下回会生成 VO43-, MoO42-, WO42-（orthometalates）. 但是并不能确定其他氧化物Nb2O5, Ta2O5 在碱性环境下分解而形成的物质。 当酸碱度（pH）下降，这些产物（orthometalates）会被质子化，生成氢氧化物， 如 W(OH)O3-和V(OH)O32-。 通过羟连作用，这些氢氧化产物会被脱水浓缩，水分子会丢失，M-O-M连接形成。这个浓缩反应用钒酸盐举例为：

4 VO43- +8 H+ → V4O124- + 4 H2O

2 1⁄2 V4O124− + 6 H+ → V10O26(OH)24− + 2 H2O

磷酸盐或者硅酸盐通过酸化反应，会生成杂聚金属化物。 例如，磷钨酸盐离子（PW12O403-）由12个八面体的钨阴离子围绕中心磷酸基组成。

## 历史
1826年，多酸第一次被发现，氨盐基磷钼酸盐，包含PMo12O403-离子。此阴离子和在1934年发表的磷钨酸盐离子结构相似，它被称为Keggin结构（Keggin Structure）。在Keggin结构被发现后，其他重要结构也被发现，如Well-Dawson结构，并且判断了它们作为催化剂的化学性质和用途。

## 结构
一些特定的POM结构再次被研究。 例如Keggin离子通常出现在中心为杂原子的钼酸盐或者钨酸盐上，和其他重要的多酸结构。 Lindqvist离子结构为同多酸（或者叫同多阴离子isopolyanions），因为只有一个过渡金属元素与它的构造有关。其他结构为杂多酸（或者叫杂多阴离子heteropolyanions），因为它包括两个或以上金属原子。Keggin和Daswon结构包含四面体协调的杂原子，比如P或者Si，而Anderson结构拥有八面体中心的原子，如铝原子。

杂多化合物包括轮形蓝色的钼离子和球形的kepleraatet结构。 许多杂交无机物和有机物的物质以POM为中心，因此，近期有许多关于POM在磁力学和光学方向的潜在用途的研究，和他们在抗肿瘤和抗病毒方面对于医疗方面应用的研究。

## 多酸的应用
- 催化领域：由于其独特的结构，多酸同时具有酸性和氧化性，可用于酸催化反应和氧化还原催化反应等。根据假液相模型，多酸中的空隙又能够吸附底物和溶剂，为催化反应提供了反应场所。通过反应场进行分子识别，有助于提高催化反应的活性和选择性。目前，多酸可用于催化不饱和烃的水合反应、酯分解反应、烷基化与脱烷基化反应、环氧化物开环反应、醇醛缩合和醚化反应等。
- 药物化学领域：多酸可用于抗病毒、抗癌等药物的合成。
- 功能材料领域：多酸可用于纳米材料，非线性光学材料，固体导电材料和磁性材料的制备。

## 扩展阅读
- D. L. Long, E. Burkholder, and L. Cronin.  (PDF). Chem. Soc. Rev. 2007, 36: 105–121. doi:10.1039/b502666k （英语）.
- M.T. Pope. . New York: Springer Verlag. 1983 （英语）.
- M.T. Pope, A. Müller. . Angew. Chem. Int. Ed. Engl. 1991, 30: 34 （英语）.
- . Chem.Rev. 1998, 98: 1 （英语）.